# Spéculation (économie)
Pour les articles homonymes, voir Spéculation.

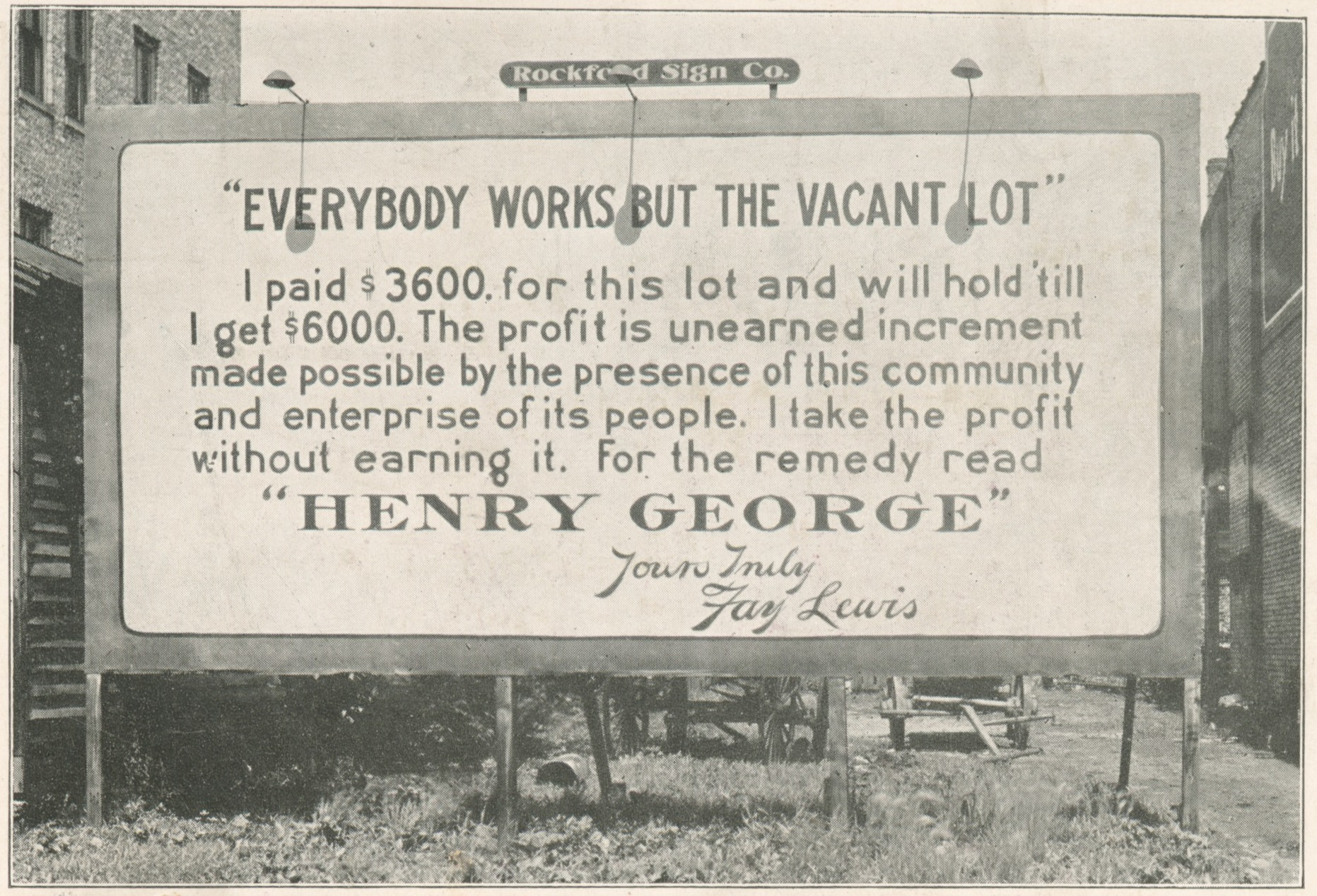
Panneau d'affichage de 1914 qui critique la spéculation foncière et qui cite Henry George.

Sur un marché quelconque, on nomme spéculation « l'activité consistant à tirer profit par anticipation de l'évolution à court, moyen ou long terme du niveau général des prix ou d'un prix particulier en vue d'en retirer une plus-value ou un bénéfice ».
La finance traditionnelle préfère employer le terme d'opérations d'arbitrage. Elle considère de ce point de vue :
- que les mouvements spéculatifs sont utiles sinon inévitables en ce qu'ils détectent les déséquilibres existants ou potentiels d'un marché ;
- qu'en vertu de l'efficience du marché financier ces mouvements contribuent à la stabilisation des prix ou à l'atténuation de ses fluctuations. Leur action sur la détermination des prix serait d'obtenir le niveau de prix assurant la meilleure allocation des ressources[2].

La spéculation soulève cependant de nombreuses critiques : elle permet (au moins en apparence) un enrichissement sans cause ; la recherche excessive du profit est proscrite par certaines religions ; et serait foncièrement illégitime du fait de sa déconnexion d'avec « l'économie réelle », voire de sa réalisation faite en l'absence ou au détriment des producteurs et des travailleurs.
- Critiques qui s'alimentent du constat de déséquilibres récurrents, notamment dans le domaine financier ou immobilier. Sur le marché des changes, la spéculation peut être qualifiée de « stabilisante » si la majorité des spéculateurs considère comme temporaire l'écart entre le taux du marché et le taux initial : le mouvement spéculatif ramène le taux du marché vers la valeur initiale. À l'inverse, la spéculation est « déstabilisante » lorsque le jeu des opérateurs conduit les valeurs des 2 taux à s'écarter en tendance.
- Critiques qui pointent la répétition des bulles spéculatives et l'exploitation spéculative à des fins d'enrichissement particulier de déséquilibres ponctuels ou systémiques.

## Étymologie
Tiré du bas latin speculatio, désignant un lieu d'observation, utilisé au figuré, le terme désigne de façon plus générale une réflexion intellectuelle portant sur des objets abstraits.
- En latin classique : le speculator est un observateur, éclaireur, espion, messager du général. La spéculatio est l'espionnage ou le rapport de l'espion ; la vitre et le miroir sont respectivement specularia et speculum.
- Ce n'est qu'au XVIIIe siècle que le terme est employé à propos des prévisions, ou plutôt des conjectures faites sur les marchés en particulier financiers.
- C'est encore plus tard qu'on le réserve principalement aux transactions visant à ne se procurer un bénéfice qu'au travers d'opérations anticipant la seule évolution des cours. On cherche, en réfléchissant, à prévoir et à anticiper les quantités et les prix futurs, les réactions et activités d'autrui, en se mettant à leur place, et à porter un regard sur sa propre activité, en se mettant à la place des autres.

## Histoire et enjeux
D'après Richard Dawkins, Geoffrey Miller, Ian Stewart ou Jack Cohen, la spéculation — soit la possibilité de voir les choses « à la fois pour soi-même et en se mettant à la place d'autrui » — est pour l'homme une activité vitale pour survivre et se reproduire. Selon eux, depuis les temps préhistoriques, ceux qui ont survécu le mieux et laissé une descendance nombreuse sont ceux qui y parvenaient le plus correctement.
Beaucoup d'activités humaines sont potentiellement spéculatives :
- la réflexion, spéculation intellectuelle, pensée spéculative : « Que se passerait-il si… » ;
- la décision :
  - d'entreprendre certaines études (parce qu'on en espère pour le reste de sa vie une satisfaction ou un revenu),
  - de produire (parce qu'on espère pouvoir vendre),
  - de stocker (parce qu'on pense qu'on aura plus de mal à se procurer le bien),
  - d'acquérir un actif financier ou immobilier dont on craint (ou espère) qu'il vaudra plus cher plus tard ;
- le choix :
  - d'une tenue pour un rendez-vous important (parce qu'on en espère certaines réactions),
  - d'une argumentation (parce qu'on espère toucher l'auditoire).

L'un des premiers épisodes connus de spéculation remonte à l'Antiquité grecque : Aristote raconte dans la Politique que Thalès aurait acheté tous les pressoirs à olives de Milet et de Chios une année où il s'était attendu à une récolte abondante d'olives ; il aurait ainsi engrangé d'importants profits.
Depuis le XIXe siècle, certains auteurs ont rationalisé et formalisé la réflexion. Ainsi Louis Bachelier (1870-1946), considéré comme le fondateur des Mathématiques financières, auteur de plusieurs ouvrages de référence :
- Théorie de la spéculation (1900)[6]
- Théorie mathématique du Jeu (1901)[7]
- Le Jeu, la chance et le hasard (1914)[8]

## Applications économiques et financières

### Prise de risque et pari
Dans ces domaines, la spéculation consiste à prendre aujourd'hui des décisions économiques sur la base d'un état économique futur et hypothétique. L'opérateur prend un risque et fait un pari d'ordre monétaire qui porte sur l'évolution future du prix de biens économiques.
Spéculer consiste en effet à acheter ou vendre une certaine quantité d'une marchandise, d'un actif financier, immobilier ou de collection, ou d'un contrat dérivé :
- dans l'espoir que son prix évoluera par la suite de façon à procurer un gain monétaire ;
- tout en acceptant le risque de perdre de l'argent si l'évolution est contraire aux espoirs.

L'émergence de nouveaux instruments financiers, tels que le contrat à terme (= à crédit) ou les options financières (le type le plus courant d'opérations dites « dérivés ») étendent les opportunités détectées par les opérateurs :
- spéculation sur de gros montants même si les fonds initiaux de ceux-ci restent limités ;
- vente des biens dont on ne dispose pas encore, et qu'il faudra donc racheter avant de devoir les fournir, ou inversement d'acheter à l'avance des biens dont on ne souhaite pas disposer, et qu'il faudra donc revendre.

La spéculation étant un pari sur l'avenir et une prise de risque (comme d'ailleurs la plupart des activités humaines), les aspects psychologiques n'en sont pas absents. Les études récentes[réf. nécessaire] de finance comportementale ont visé à recenser et expliciter :
- les phénomènes cognitifs et émotionnels ainsi mis en jeu,
- et les anomalies (emballements, paniques…) que cela peut créer à certains moments dans les prix et rendements sur le marché (phénomènes de bulle ou krach).

Il peut y avoir alternance d'excès et de corrections d'excès (voir Pompage, Bulle financière…), mais dans un marché d'une part complètement fluide et d'autre part sans inertie, ce qui est différent, la spéculation, amenant à vendre quand les cours sont jugés trop élevés (pesant ainsi à la baisse) et à acheter quand ils sont bas (ce qui pèse à la hausse) ne constituerait qu'un régulateur.

### Actifs et transactions concernés

#### Transactions portant quasi exclusivement sur les actifs eux-mêmes
- spéculation immobilière ;
- spéculation sur le foncier ;
- spéculation sur les œuvres d'art et les objets de collection.

#### Transactions portant sur lesactifset sur lesproduits dérivés associés
- spéculation sur les marchandises ou matières premières : notamment celles cotées sur des bourses de commerce
- spéculation financière : titres de propriété et de créances ;
- spéculation monétaire : taux de change et taux d'intérêt.

## Évaluation et critique de la spéculation

### Au niveau macroéconomique
La nécessité pour des entrepreneurs de transférer certains risques leur permet de prendre leurs décisions de gestion avec plus de sécurité ce qui contribue[réf. nécessaire] à l'efficacité économique générale et favorise l'initiative.
Les effets de la spéculation sur les prix et sur les monnaies sont plus contestés. Certains auteurs affirment qu'elle a des effets stabilisants, d'autres pensent qu'elle est déstabilisante.
La spéculation est particulièrement critiquée lorsqu'elle n’apporte pas d'utilité, contrairement au détenteur durable de titres.
Pour les anti-libéraux, dont les thèses ont récemment été reprises par les Économistes atterrés, la spéculation financière est un puissant facteur d'instabilité, conduisant à la formation de bulles, nécessairement suivies de krachs, nuisibles à l'économie. Cela provient selon leur analyse de l'inefficience des marchés financiers, ne permettant pas une allocation efficace du capital. Ils soulignent le caractère auto-réalisateur de la spéculation financière, où, contrairement au marché des biens réels, « la hausse alimente la hausse », chaque spéculateur étant enclin à espérer la poursuite d'une tendance haussière, quand bien même cette hausse financière est décorrélée de celles des actifs réels. Ils préconisent des mesures visant à limiter la liquidité du marché, passant soit par l'instauration de taxes sur les transactions (taxe Tobin), soit par des mesures de contrôles des mouvements de capitaux. Ces économistes appuient leurs réflexions sur la constatation des nombreuses crises spéculatives qui ont émaillé la vie économique depuis 1637.
Le monétariste Milton Friedman estime que les spéculateurs gagnent sur les marchés seulement s'ils achètent lorsque les prix sont bas (en conséquence, ils font monter les cours et contribuent à leur stabilité) et vendent quand les prix sont au plus haut (ce qui fait baisser les cours et joue également un rôle stabilisateur). Les spéculateurs peuvent se tromper et agir à contretemps, mais ils n'ont droit qu'à un nombre limité d'erreurs, sans quoi ils sont rapidement ruinés et évincés du marché. Seuls survivent les spéculateurs dont les interventions font généralement augmenter des cours « naturellement » bas (au sens que Léon Walras accorde à une valeur économique dite naturelle) et diminuer des cours « naturellement » hauts, c'est-à-dire dont les interventions ont un effet général d’équilibration du marché. Ceux-là peuvent être considérés comme des spéculateurs avisés.
Pour l'économiste Nicholas Kaldor, il existe deux types de spéculateurs : les professionnels et les amateurs. Les professionnels, en petit nombre, qui représentent aussi les positions les plus importantes, agissent de façon stabilisante. Les amateurs, beaucoup plus nombreux et mal informés, interviennent avec retard en achetant au plus haut et en vendant au plus bas. Ils agissent de façon déstabilisante et sont finalement évincés du marché. Ils sont vite remplacés par de nouveaux amateurs. Mais Kaldor conclut qu'il ne faut pas accorder trop d'importance aux amateurs, puisque les professionnels demeurent ceux qui dominent le marché[réf. nécessaire].

### Au niveau de la sphère financière
L'existence de spéculateurs acceptant de prendre des risques permet à d'autres agents de couvrir leurs propres risques en faisant l'opération en sens inverse, transférant ainsi leur risque aux spéculateurs (opération de couverture de risque). La spéculation permet de gérer les risques ne suivant pas la loi des grands nombres qui eux peuvent être couvert par le mécanisme de l'assurance via un calcul de probabilité.
La liquidité du marché est d'autant plus importante que les volumes traités et le nombre de transactions sont grands. En son absence, les activités de couverture réalisées par les hedgers (ceux qui veulent se prémunir contre un risque) seraient rendues plus difficiles et plus coûteuses. La spéculation est donc considérée comme indispensable par l'apport de liquidité qu'elle permet. L'économiste britannique Nicholas Kaldor résume la fonction du spéculateur à un « Producteur de liquidité ».
Par exemple un exportateur européen de produits vers les États-Unis craignant une baisse, par rapport à l'euro, du dollar, devise dans laquelle il sera payé pourra vendre à terme des dollars sur le marché des changes à un spéculateur, lequel à l'inverse les achète à terme en pariant sur une hausse du dollar.
En outre, selon les défenseurs de la Théorie de l'efficience des marchés, les spéculateurs permettent de réduire les distorsions qui peuvent apparaître momentanément sur les marchés. Quand un arbitrage est ouvert, ces opérateurs, dont l'objectif est le gain financier, vont en tirer profit tant qu'il existe.

### Dérives possibles sur certains biens et actifs
Depuis quelques années, plusieurs dirigeants et le Parlement européen pointent du doigt le fait que la spéculation sur les dettes souveraines européennes soit un facteur de crise systémique, les spéculateurs sur les CDS ayant financièrement intérêt à court terme à la faillite des États. Des mesures partielles ont été votées pour tenter de limiter cette spéculation mais plusieurs partis se sont faits en avril 2012 l'écho d'alertes sur la création de nouveaux produits financiers permettant de contourner ces mesures,. Les dangers de ce nouvel instrument sont toutefois démentis par la profession bancaire, via le Président de l'Union des Banques Suisses France, par ailleurs Président de l'Association française des marchés financiers, qui n'y voit qu'une mauvaise compréhension par les dirigeants politiques français des mécanismes du marché.

## Dans les arts et la culture populaire

### Filmographie

#### Cinéma
- 1909 : Le Spéculateur en grains de D. W. Griffith.
- 1928 : L'Argent de Marcel L'Herbier.
- 1929 : The Wolf of Wall Street de Rowland V. Lee.
- 1983 : Un fauteuil pour deux de John Landis.
- 2011 : Margin Call de J. C. Chandor.
- 2013: Le Loup de Wall Street de Martin Scorsese.
- 2022 : SpeculatorS de Georgi D. Kostov.

#### Télévision

##### Documentaire
- 2002 : « Faites sauter la banque » de Pascal Vasselin, sur les rouages humains et financiers d'une bulle spéculative et d'un krach, lors de la crise asiatique de 1997.
- 2022 : Planète finance - Les flambeurs d'actions de Marije Meerman, sur les acteurs des marchés financiers, qui parient sur la baisse du cours d’une entreprise en bourse mais qu’ils devinent surévaluée.

##### Téléfilm
- 1988 : L'Argent de Jacques Rouffio.

### Littérature

#### Roman
- 1891 : L’Argent d’Émile Zola.